# Conopomorpha litchiella
Conopomorpha litchiella är en fjärilsart som beskrevs av Bradley 1986. Conopomorpha litchiella ingår i släktet Conopomorpha och familjen styltmalar.
Artens utbredningsområde är:
- Nepal.
- Taiwan.
- Thailand.

Inga underarter finns listade i Catalogue of Life.